# Villamantilla
Villamantilla est une commune de la communauté de Madrid, en Espagne.